# Спадер-Лейк (Вісконсин)
Спадер-Лейк (англ. Spider Lake) — місто (англ. town) в США, в окрузі Соєр штату Вісконсин. Населення — 487 осіб (2020).

## Демографія
Згідно з переписом 2010 року, у місті мешкала 351 особа в 183 домогосподарствах у складі 110 родин. Було 982 помешкання
Расовий склад населення:
| - 98,3 % — білих - 0,3 % — азіатів |

До двох чи більше рас належало 1,4 %. Частка іспаномовних становила 0,3 % від усіх жителів.
За віковим діапазоном населення розподілялося таким чином: 7,7 % — особи молодші 18 років, 55,8 % — особи у віці 18—64 років, 36,5 % — особи у віці 65 років та старші. Медіана віку мешканця становила 57,7 року. На 100 осіб жіночої статі у місті припадало 115,3 чоловіків;  на 100 жінок у віці від 18 років та старших — 113,2 чоловіків також старших 18 років.
Середній дохід на одне домашнє господарство  становив 74 770 доларів США (медіана — 47 422), а середній дохід на одну сім'ю — 78 717 доларів (медіана — 61 250). Медіана доходів становила 46 705 доларів для чоловіків та 37 500 доларів для жінок. За межею бідності перебувало 7,3 % осіб, у тому числі 7,1 % дітей у віці до 18 років та 4,2 % осіб у віці 65 років та старших.
Цивільне працевлаштоване населення становило 186 осіб. Основні галузі зайнятості: роздрібна торгівля — 23,1 %, мистецтво, розваги та відпочинок — 15,1 %, освіта, охорона здоров'я та соціальна допомога — 13,4 %.